# Sint-Lambertuskerk (Mheer)
De Sint-Lambertuskerk is een kerkgebouw in Mheer in de Nederlands Zuid-Limburgse gemeente Eijsden-Margraten. De kerk bevindt zich direct naast het Kasteel van Mheer en staat op de hoogste plek in het dorp. Ten westen van de kerk ligt er het kasteel, waarmee het gescheiden wordt door een droge gracht. Ten zuiden van de kerk loopt de oprijlaan naar de brug over de gracht en kasteelpoort. Ten noorden van de kerk bevindt zich het kerkhof. En ten noordoosten van de kerk ligt een plein waar jaarlijks de mei-den wordt geplaatst. Voor de kerk komen de wegen vanuit Noorbeek, Banholt en Sint Geertruid samen. De kerk staat op een heuvelrug van het Plateau van Margraten en ten zuiden van het kasteel ligt het droogdal de Horstergrub.
Het huidige kerkgebouw stamt uit de jaren 1876-1881 en is in neogotische stijl opgetrokken in sobere baksteenvormen. Ze is een eenbeukige kruiskerk en wordt bekroond met een ingesnoerde naaldspits. De kerk heeft verder houten tongewelven en een driezijdig gesloten koor. De toren van de kerk staat aan de oostzijde en het koor is naar het westen gericht.
Op het kerkhof naast de kerk bevindt zich de grafkapel van de familie De Loë, een kruisvormig mergelstenen gebouw in neogotische stijl, ontworpen door Carl Weber en gebouwd rond 1864. Deze wordt bekroond door een fioel en is omgeven door schoorbogen.
De kerk is een rijksmonument en is gewijd aan Sint-Lambertus en Sint-Sebastianus. Op de zondag het dichtst bij hun feestdagen (resp. 17 september en 20 januari) wordt in het dorp kermis gevierd. Op de zondag na Pinksteren wordt de Sacramentsprocessie gehouden, plaatselijk de "Broonk" genoemd.

## Geschiedenis
Tot in de 17e eeuw was Mheer net als Noorbeek als 'quarta capella' afhankelijk van de kerk van 's-Gravenvoeren. Omstreeks 1626 werd er waarschijnlijk een kerk gebouwd op de huidige plaats bij het kasteel, als gevolg van de toenemende invloed van de heren van Mheer. In 1655 werd de kerk ingewijd door de bisschop van Luik. In 1658 kreeg de kerk het recht van het eerste en laatste sacrament en werd daardoor een zelfstandige parochie. In 1670 werd de pastorie gebouwd in de dorpsstraat, halverwege de heuvel tussen Boven- en Onder-Mheer. De toenmalige pastoor, Willem van der Hallen, was de laatste priester die zowel Mheer als Noorbeek bediende, tot aan zijn dood in 1678. In 1679 kreeg Mheer naast een eigen pastoor, ook een kapelaan. Voor deze onderpastoor werd in 1695 een kapelanie gebouwd, naast de pastorie.
Rond 1786 is er een nieuwe kerk gebouwd als opvolger van de eerdere kerk. Dit omdat er alarmerende berichten kwamen over de rampzalige toestand van het eerdere kerkgebouw. Amper een eeuw later was ook deze nieuwe kerk weer aan vervanging toe.
In de jaren 1876-1881 werd door Pierre Cuypers op dezelfde plek een nieuwe kerk gebouwd. Redenen hiervoor waren dat de kerk te klein geworden was en in slechte toestand was. Deze nieuwe kerk staat er in 2020 nog steeds. Ze was oorspronkelijk bedoeld voor Mheer, Banholt en Terhorst, maar omdat de dorpelingen van Banholt geen kerk halverwege beide plaatsen kregen, bouwden ze zelf hun eigen kerk. Dit had grote spanningen tot gevolg: het Banholts schisma. Banholt bleef van 1881 tot 1937 een rectoraat van Mheer.
In de nacht van 14 op 15 april 1977 vond een inbraak plaats waarbij kerkzilver werd gestolen, waaronder een cilindermonstrans uit de tijd dat Mheer een zelfstandige parochie werd en enkele zilveren kelken.
De eerste twee kerken stonden georiënteerd, met het koor naar het oosten gericht en met de toren en ingang aan de zijde van het kasteel. Het huidige kerkgebouw staat precies omgekeerd: het koor naar het westen gericht en de toren en ingang naar het oosten. Naast het priesterkoor is een zijkapel speciaal voor de adellijke familie De Loë, met een eigen ingang aan de noordzijde. Hier hangen rouwborden en zijn enkele grafstenen ingemetseld in de muur die in de vloer van de vorige kerk lagen.

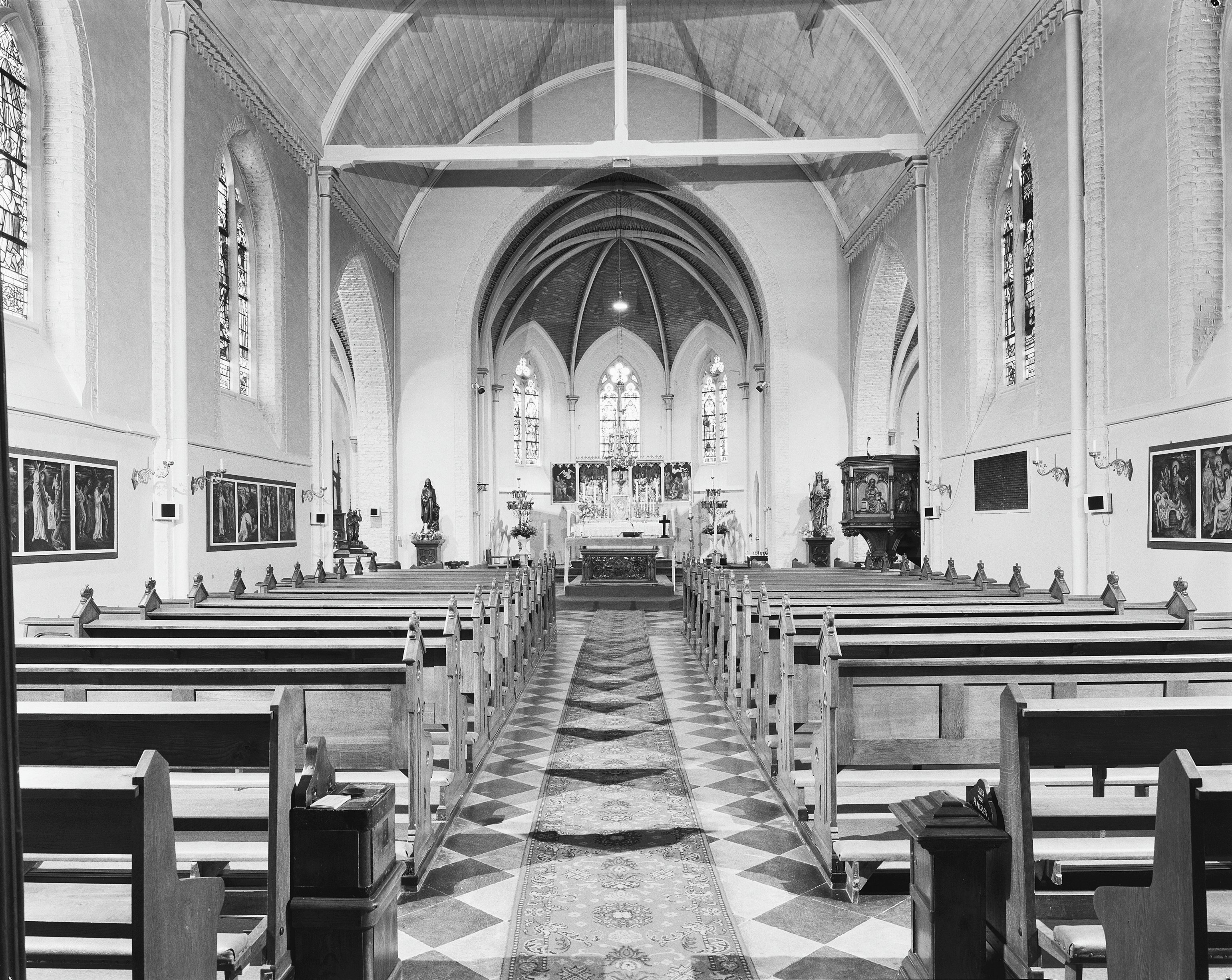
interieur in 1989
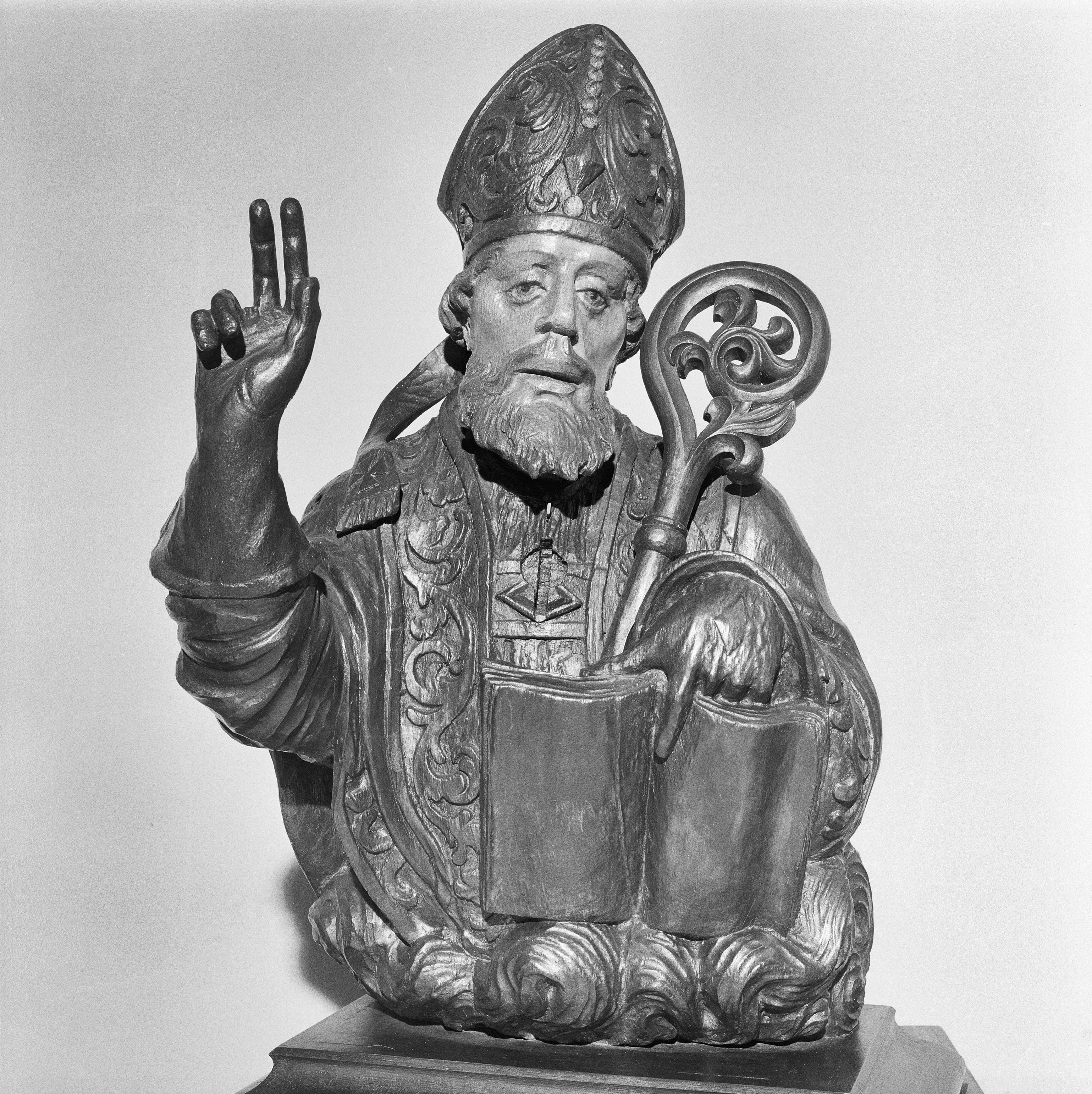
borstbeeld van Sint-Lambertus
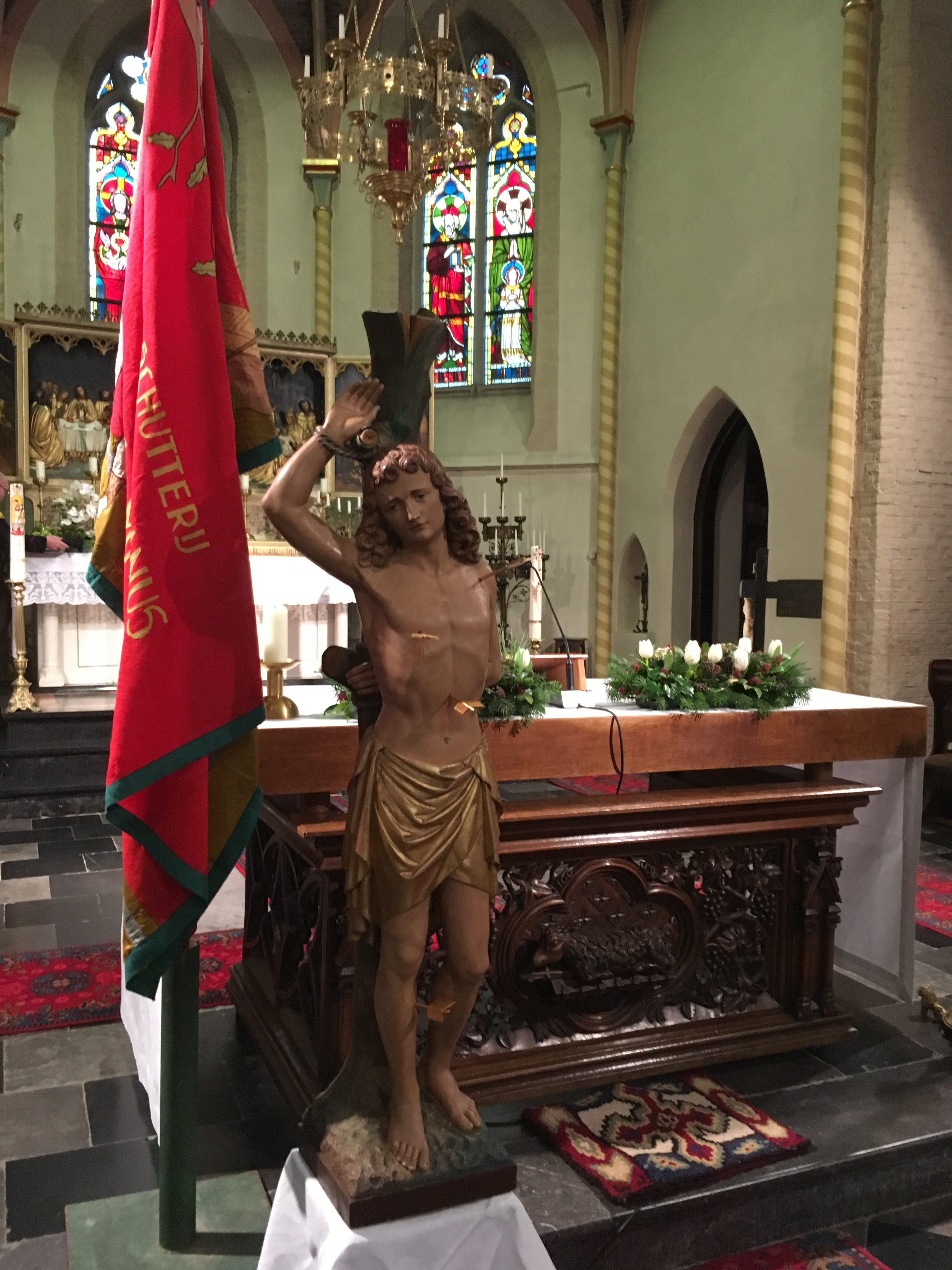
vaandel en beeld bij de Sint-Sebastianusviering
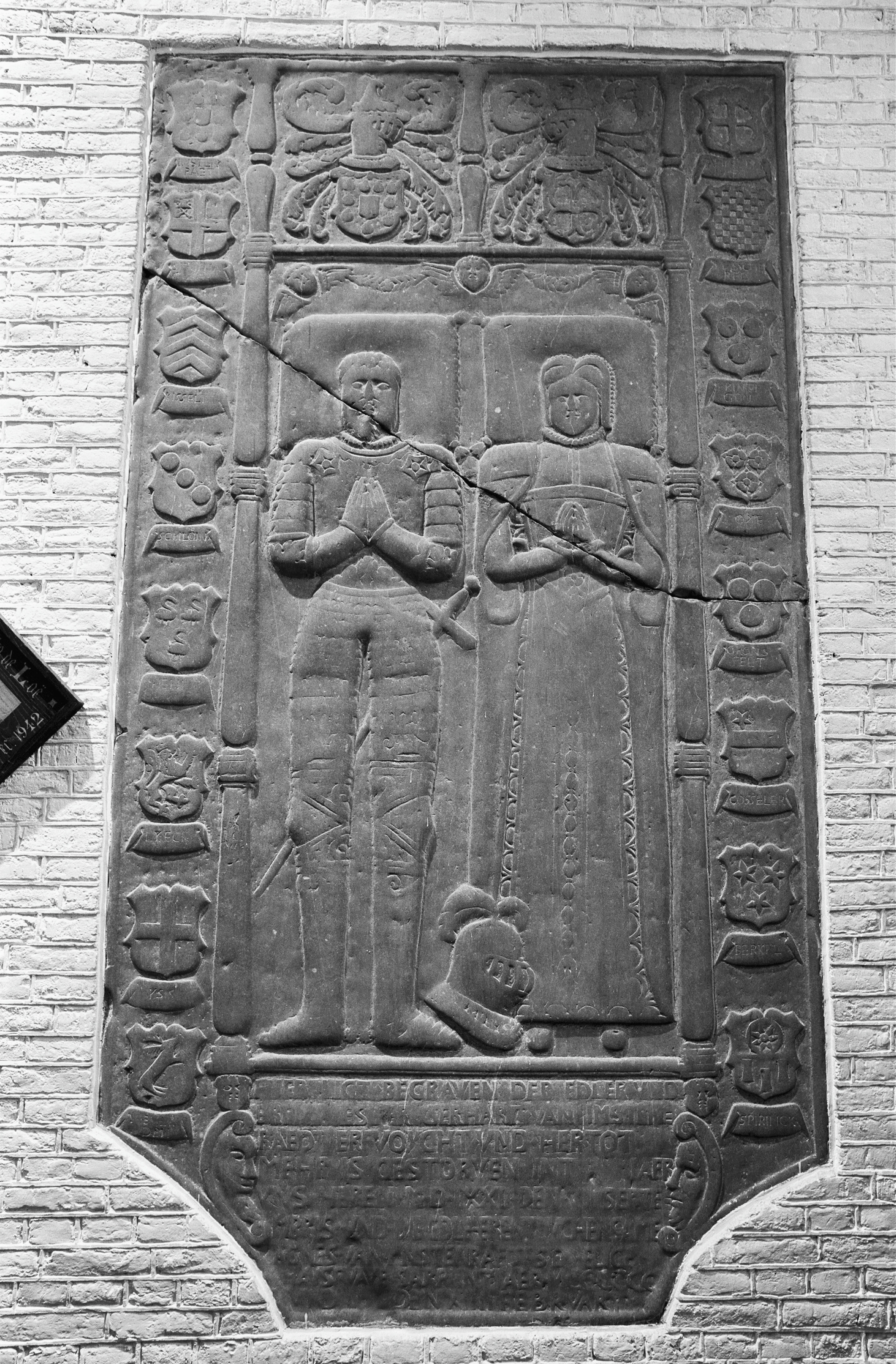
grafsteen van Gerard van Imstenraedt (eerste Heer van Mheer) en zijn vrouw uit de vorige kerk
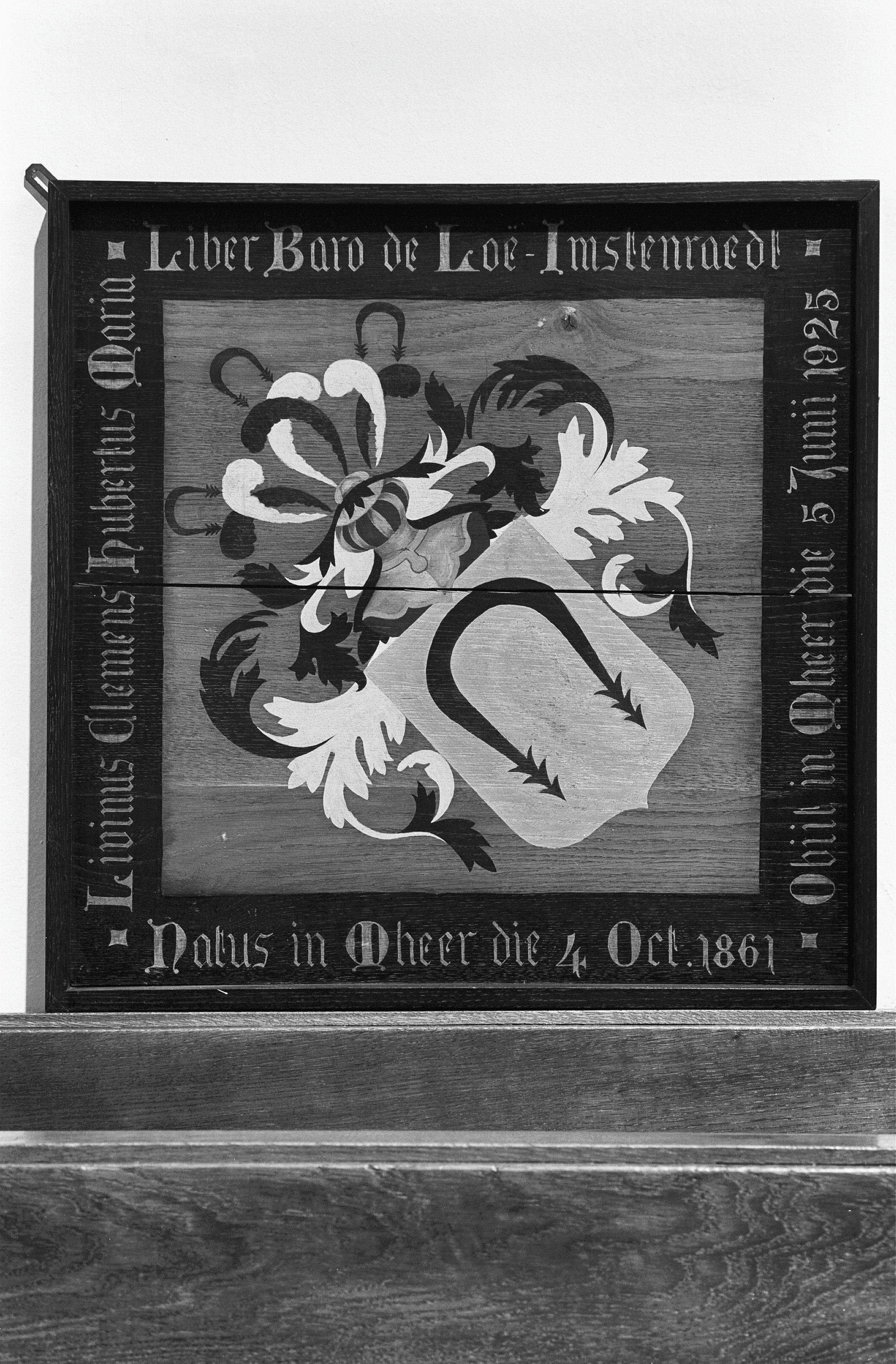
rouwbord van Levin baron de Loë in de zijkapel van de adellijke familie
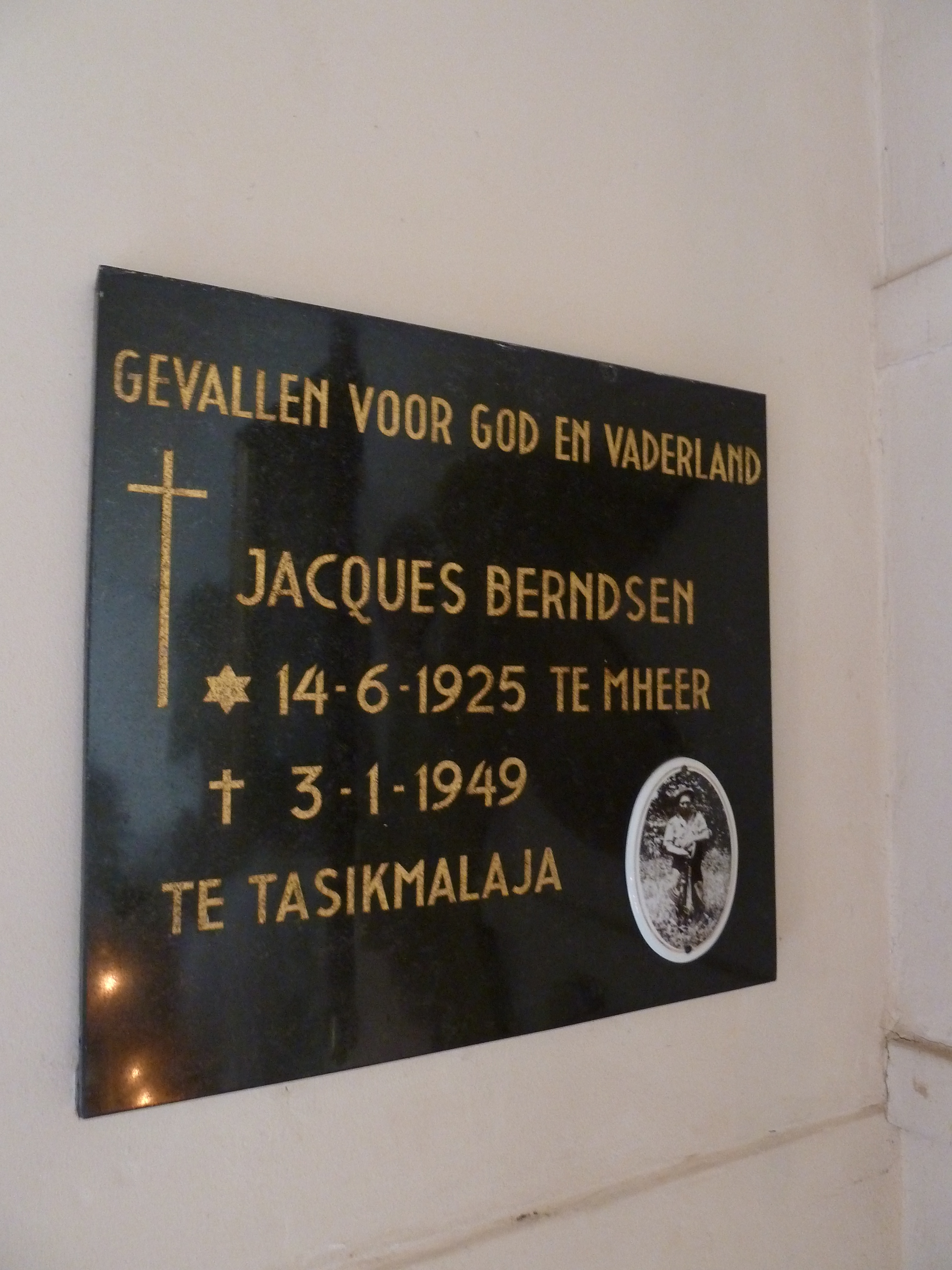
plaquette voor de in Nederlands-Indië gesneuvelde Jacques Berndsen